# ميشيلا بيريرا
ميشيلا بيريرا هي صحفية ومعلقة رياضية كندية، ولدت في 26 أغسطس 1970 في ساسكاتون في كندا.

## وصلات خارجية
- ميشيلا بيريرا على موقع IMDb (الإنجليزية)